# Księży Las
Księży Las est une localité polonaise de la gmina de Zbrosławice, située dans le powiat de Tarnowskie Góry en voïvodie de Silésie.